# Olympische Sommerspiele 2024/Teilnehmer (Moldau)
| Gelbes Symbol für Goldmedaillen mit stilisierten Olympischen Ringen | Graues Symbol für Silbermedaillen mit stilisierten Olympischen Ringen | Braundes Symbol für Bronzemedaillen mit stilisierten Olympischen Ringen |
| ------------------------------------------------------------------- | --------------------------------------------------------------------- | ----------------------------------------------------------------------- |
| —                                                                   | 1                                                                     | 3                                                                       |

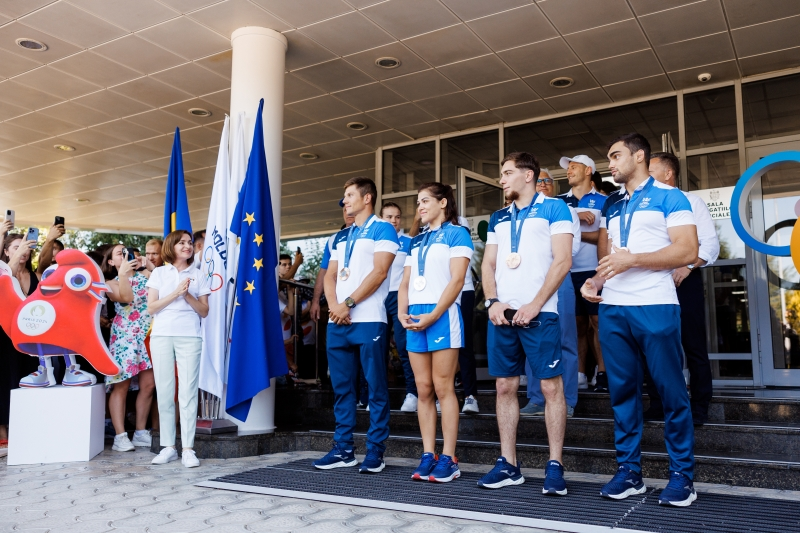
Die moldauischen Medaillengewinner 2024 von Links nach rechts: Serghei Tarnovschi, Anastasia Nichita, Denis Vieru, Adil Osmanov

Die Republik Moldau nahm an den Olympischen Spielen 2024 vom 26. Juli bis zum 11. August 2024 in Paris mit 26 Athleten (14 Männer, 12 Frauen) teil. Es war die insgesamt achte Teilnahme an Olympischen Sommerspielen.
Für die Eröffnungsfeier der  Olympischen Sommerspiele 2024 wurden die Bogenschützin Alexandra Mîrca und der Bogenschütze Dan Olaru zu Fahnenträgern ihrer Nation ernannt.

## Medaillen

### Medaillenspiegel
| Rang   | Sportart | Gold | Silber | Bronze | Gesamt |
| ------ | -------- | ---- | ------ | ------ | ------ |
| 1      | Ringen   | –    | 1      | –      | 1      |
| 2      | Judo     | –    | –      | 2      | 2      |
| 3      | Kanu     | –    | –      | 1      | 1      |
| Gesamt | Gesamt   | 0    | 1      | 3      | 4      |

### Medaillengewinner
| Name/n             | Sportart | Wettkampf                     |
| ------------------ | -------- | ----------------------------- |
| Silber             |          |                               |
| Anastasia Nichita  | Ringen   | Freier Stil, Klasse bis 57 kg |
| Bronze             |          |                               |
| Denis Vieru        | Judo     | Klasse bis 66 kg              |
| Adil Osmanov       | Judo     | Klasse bis 73 kg              |
| Serghei Tarnovschi | Kanu     | C1 1000 m                     |

## Teilnehmer nach Sportarten

### Bogenschießen
Bei den Europaspielen 2023 konnte ein Quotenplatz für das Einzel der Männer gewonnen werden. Beim finalen Qualifikationsturnier in Antalya gelang dies auch für das Einzel der Frauen. Somit ging Moldau auch im Mixed an den Start.
| Athleten                  | Wettbewerb | Qualifikation | Qualifikation | 1. Runde     | 1. Runde | 2. Runde      | 2. Runde      | Achtelfinale  | Achtelfinale  | Viertelfinale | Viertelfinale | Halbfinale    | Halbfinale    | Finale / Platz 3 | Finale / Platz 3 | Rang |
| Athleten                  | Wettbewerb | Ringe         | Rang          | Gegner       | Ergebnis | Gegner        | Ergebnis      | Gegner        | Ergebnis      | Gegner        | Ergebnis      | Gegner        | Ergebnis      | Gegner           | Ergebnis         | Rang |
| ------------------------- | ---------- | ------------- | ------------- | ------------ | -------- | ------------- | ------------- | ------------- | ------------- | ------------- | ------------- | ------------- | ------------- | ---------------- | ---------------- | ---- |
| Frauen                    |            |               |               |              |          |               |               |               |               |               |               |               |               |                  |                  |      |
| Alexandra Mîrca           | Einzel     | 631           | 51            | S. Mashayikh | 0:6      | ausgeschieden | ausgeschieden | ausgeschieden | ausgeschieden | ausgeschieden | ausgeschieden | ausgeschieden | ausgeschieden | ausgeschieden    | ausgeschieden    | 33   |
| Männer                    |            |               |               |              |          |               |               |               |               |               |               |               |               |                  |                  |      |
| Dan Olaru                 | Einzel     | 671           | 18            | Lê Q. P.     | 6:0      | S. Arcila     | 2:6           | ausgeschieden | ausgeschieden | ausgeschieden | ausgeschieden | ausgeschieden | ausgeschieden | ausgeschieden    | ausgeschieden    | 17   |
| Mixed                     |            |               |               |              |          |               |               |               |               |               |               |               |               |                  |                  |      |
| Alexandra Mîrca Dan Olaru | Mannschaft | 1302          | 22            | —            | —        | —             | —             | ausgeschieden | ausgeschieden | ausgeschieden | ausgeschieden | ausgeschieden | ausgeschieden | ausgeschieden    | ausgeschieden    | 22   |

### Gewichtheben
Über die olympische Qualifikationsrangliste der IWF erhielt Marin Robu einen Startplatz im Halbschwergewicht der Männer.
| Athleten   | Wettbewerb       | Reißen  | Reißen | Stoßen  | Stoßen | Zweikampf | Zweikampf | Rang |
| Athleten   | Wettbewerb       | Gewicht | Rang   | Gewicht | Rang   | Gewicht   | Rang      | Rang |
| ---------- | ---------------- | ------- | ------ | ------- | ------ | --------- | --------- | ---- |
| Männer     |                  |         |        |         |        |           |           |      |
| Marin Robu | Klasse bis 89 kg | 175 kg  | 3      | 208 kg  | 4      | 383 kg    | 4         | 4    |

### Judo
Über die IJF-Weltrangliste konnten sich drei moldauische Judokas qualifizieren.
| Athleten       | Wettbewerb       | 1. Runde    | 1. Runde | 2. Runde          | 2. Runde | Achtelfinale  | Achtelfinale  | Viertelfinale  | Viertelfinale | Halbfinale / Trostrunde | Halbfinale / Trostrunde | Finale / Platz 3 | Finale / Platz 3 | Rang   |
| Athleten       | Wettbewerb       | Gegner      | Ergebnis | Gegner            | Ergebnis | Gegner        | Ergebnis      | Gegner         | Ergebnis      | Gegner                  | Ergebnis                | Gegner           | Ergebnis         | Rang   |
| -------------- | ---------------- | ----------- | -------- | ----------------- | -------- | ------------- | ------------- | -------------- | ------------- | ----------------------- | ----------------------- | ---------------- | ---------------- | ------ |
| Männer         |                  |             |          |                   |          |               |               |                |               |                         |                         |                  |                  |        |
| Denis Vieru    | Klasse bis 66 kg | Freilos     | Freilos  | —                 | —        | L. Saha       | 1s1:0s2       | S. Bunčić      | 10:0          | H. Abe                  | 0s2:1s1                 | W. Khyar         | 1s2:0s1          | Bronze |
| Adil Osmanov   | Klasse bis 73 kg | J. Yonezuka | 10:0s3   | —                 | —        | M. Yuldoshev  | 10s2:0s3      | B. Erdenebajar | 10s1:0s3      | J.-B. Gaba              | 0s1:11s1                | M. Lombardo      | 10s1:0s1         | Bronze |
| Mihail Latișev | Klasse bis 81 kg | Freilos     | Freilos  | T. Grigalaschwili | 0s4:10s1 | ausgeschieden | ausgeschieden | ausgeschieden  | ausgeschieden | ausgeschieden           | ausgeschieden           | ausgeschieden    | ausgeschieden    | 17     |

### Kanu
Bei den Kanurennsport-Weltmeisterschaften 2023 konnten moldauische Kanuten Quotenplätze in zwei Wettbewerben erreichen.

#### Kanurennsport
| Athleten                    | Wettbewerb | Vorlauf     | Vorlauf | Viertelfinale | Viertelfinale | Halbfinale    | Halbfinale    | A/B-Finale    | A/B-Finale    | Rang   |
| Athleten                    | Wettbewerb | Zeit        | Rang    | Zeit          | Rang          | Zeit          | Rang          | Zeit          | Rang          | Rang   |
| --------------------------- | ---------- | ----------- | ------- | ------------- | ------------- | ------------- | ------------- | ------------- | ------------- | ------ |
| Frauen                      |            |             |         |               |               |               |               |               |               |        |
| Daniela Cociu               | C1 200 m   | 49,14 s     | 4       | 48,93 s       | 3             | ausgeschieden | ausgeschieden | ausgeschieden | ausgeschieden | 23     |
| Maria Olărașu               | C1 200 m   | 50,14 s     | 7       | 52,03 s       | 7             | ausgeschieden | ausgeschieden | ausgeschieden | ausgeschieden | 29     |
| Daniela Cociu Maria Olărașu | C2 500 m   | 1:58,81 min | 4       | 1:56,22 min   | 2             | 1:56,66 min   | 4             | 1:56,96 min   | 7             | 7      |
| Männer                      |            |             |         |               |               |               |               |               |               |        |
| Serghei Tarnovschi          | C1 1000 m  | 3:49,27 min | 1       | ―             | ―             | 3:45,33 min   | 2             | 3:44,68 min   | 3             | Bronze |

### Leichtathletik
Die Olympianormen des Weltverbandes hat einzig Zalina Marghieva im Hammerwurf der Frauen erreicht.
Springen und Werfen
| Athleten            | Wettbewerb  | Qualifikation | Qualifikation | Finale        | Finale        | Rang |
| Athleten            | Wettbewerb  | Weite/Höhe    | Rang          | Weite/Höhe    | Rang          | Rang |
| ------------------- | ----------- | ------------- | ------------- | ------------- | ------------- | ---- |
| Frauen              |             |               |               |               |               |      |
| Zalina Marghieva    | Hammerwurf  | 67,84 m       | 22            | ausgeschieden | ausgeschieden | 22   |
| Alexandra Emilianov | Diskuswurf  | 64,33 m       | 6             | 58,08 m       | 11            | 11   |
| Dimitriana Bezede   | Kugelstoßen | 16,35 m       | 27            | ausgeschieden | ausgeschieden | 27   |
| Männer              |             |               |               |               |               |      |
| Serghei Marghiev    | Hammerwurf  | 73,46 m       | 18            | ausgeschieden | ausgeschieden | 18   |
| Andrian Mardare     | Speerwurf   | 84,13 m       | 9             | 80,10 m       | 12            | 12   |

### Reiten
Über die regionale Rangliste der Gruppe C (Zentral- und Osteuropa, Zentrales Asien) erhielt die Republik Moldau einen Startplatz für das Dressurreiten.

#### Dressurreiten
| Athleten                     | Wettbewerb | Prozent / Punkte           | Prozent / Punkte | Prozent / Punkte | Rang |
| Athleten                     | Wettbewerb | Grand Prix (Qualifikation) | GP Spécial       | GP Kür           | Rang |
| ---------------------------- | ---------- | -------------------------- | ---------------- | ---------------- | ---- |
| Alisa Glinka mit Abercrombie | Einzel     | 66,056                     | —                | ausgeschieden    | 53   |

### Ringen
Bei den Weltmeisterschaften 2023 konnten moldauische Ringerinnen Quotenplätze in zwei Gewichtsklassen erreichen. Beim europäischen Qualifikationsturnier in Baku kamen zwei weitere Athleten hinzu. Beim abschließenden internationalen Qualifikationsturnier in Istanbul gelang in zwei weiteren Gewichtsklassen die Qualifikation.

#### Freier Stil
Legende: G = Gewonnen, V = Verloren, S = Schultersieg
| Athleten          | Wettbewerb       | Achtelfinale   | Achtelfinale | Viertelfinale | Viertelfinale | Halbfinale    | Halbfinale    | Hoffnungsrunde Halbfinale | Hoffnungsrunde Halbfinale | Hoffnungsrunde Finale | Hoffnungsrunde Finale | Finale        | Finale        | Rang   |
| Athleten          | Wettbewerb       | Gegner         | Ergebnis     | Gegner        | Ergebnis      | Gegner        | Ergebnis      | Gegner                    | Ergebnis                  | Gegner                | Ergebnis              | Gegner        | Ergebnis      | Rang   |
| ----------------- | ---------------- | -------------- | ------------ | ------------- | ------------- | ------------- | ------------- | ------------------------- | ------------------------- | --------------------- | --------------------- | ------------- | ------------- | ------ |
| Frauen            |                  |                |              |               |               |               |               |                           |                           |                       |                       |               |               |        |
| Mariana Drăguțan  | Klasse bis 53 kg | A. Ana         | V 0:5        | ausgeschieden | ausgeschieden | ausgeschieden | ausgeschieden | ausgeschieden             | ausgeschieden             | ausgeschieden         | ausgeschieden         | ausgeschieden | ausgeschieden | 14     |
| Anastasia Nichita | Klasse bis 57 kg | S. Paruszewski | G 9:0        | G. Penalber   | G 5:0         | Hong K.       | S 2:7         | ―                         | ―                         | ―                     | ―                     | T. Sakurai    | V 0:6         | Silber |
| Irina Rîngaci     | Klasse bis 68 kg | Pak S.-g.      | V 6:10       | ausgeschieden | ausgeschieden | ausgeschieden | ausgeschieden | ausgeschieden             | ausgeschieden             | ausgeschieden         | ausgeschieden         | ausgeschieden | ausgeschieden | 10     |
| Männer            |                  |                |              |               |               |               |               |                           |                           |                       |                       |               |               |        |
| Maxim Saculțan    | Klasse bis 65 kg | K. Kiyooka     | V 0:10       | ausgeschieden | ausgeschieden | ausgeschieden | ausgeschieden | S. Rivera                 | V 4:15                    | ausgeschieden         | ausgeschieden         | ausgeschieden | ausgeschieden | 9      |
| Radu Lefter       | Klasse bis 97 kg | Z. Baranowski  | V 2:8        | ausgeschieden | ausgeschieden | ausgeschieden | ausgeschieden | ausgeschieden             | ausgeschieden             | ausgeschieden         | ausgeschieden         | ausgeschieden | ausgeschieden | 13     |

#### Griechisch-römischer Stil
Legende: G = Gewonnen, V = Verloren, S = Schultersieg
| Athleten       | Wettbewerb       | Achtelfinale | Achtelfinale | Viertelfinale | Viertelfinale | Halbfinale    | Halbfinale    | Hoffnungsrunde Halbfinale | Hoffnungsrunde Halbfinale | Hoffnungsrunde Finale | Hoffnungsrunde Finale | Finale        | Finale        | Rang |
| Athleten       | Wettbewerb       | Gegner       | Ergebnis     | Gegner        | Ergebnis      | Gegner        | Ergebnis      | Gegner                    | Ergebnis                  | Gegner                | Ergebnis              | Gegner        | Ergebnis      | Rang |
| -------------- | ---------------- | ------------ | ------------ | ------------- | ------------- | ------------- | ------------- | ------------------------- | ------------------------- | --------------------- | --------------------- | ------------- | ------------- | ---- |
| Männer         |                  |              |              |               |               |               |               |                           |                           |                       |                       |               |               |      |
| Victor Ciobanu | Klasse bis 60 kg | Ri S.-u.     | V 3:10       | ausgeschieden | ausgeschieden | ausgeschieden | ausgeschieden | ausgeschieden             | ausgeschieden             | ausgeschieden         | ausgeschieden         | ausgeschieden | ausgeschieden | 15   |
| Valentin Petic | Klasse bis 67 kg | N. Almanza   | G 4:0        | H. Jafarov    | V 1:3         | ausgeschieden | ausgeschieden | ausgeschieden             | ausgeschieden             | ausgeschieden         | ausgeschieden         | ausgeschieden | ausgeschieden | 7    |

### Schießen
Bei den Europameisterschaften über 10 m in Győr wurde ein Quotenplatz mit der Luftpistole der Frauen gewonnen.
| Athleten   | Wettbewerb       | Qualifikation   | Qualifikation | Finale          | Finale        | Rang |
| Athleten   | Wettbewerb       | Ringe/ Scheiben | Rang          | Ringe/ Scheiben | Rang          | Rang |
| ---------- | ---------------- | --------------- | ------------- | --------------- | ------------- | ---- |
| Frauen     |                  |                 |               |                 |               |      |
| Anna Dulce | 10 m Luftpistole | 569             | 28            | ausgeschieden   | ausgeschieden | 28   |

### Schwimmen
| Athleten         | Wettbewerb     | Vorlauf     | Vorlauf | Halbfinale    | Halbfinale    | Finale        | Finale        | Rang |
| Athleten         | Wettbewerb     | Zeit        | Rang    | Zeit          | Rang          | Zeit          | Rang          | Rang |
| ---------------- | -------------- | ----------- | ------- | ------------- | ------------- | ------------- | ------------- | ---- |
| Frauen           |                |             |         |               |               |               |               |      |
| Tatiana Salcutan | 200 m Rücken   | 2:13,20 min | 23      | ausgeschieden | ausgeschieden | ausgeschieden | ausgeschieden | 23   |
| Männer           |                |             |         |               |               |               |               |      |
| Pavel Alovatki   | 400 m Freistil | 3:59,77 min | 31      | —             | —             | ausgeschieden | ausgeschieden | 31   |

### Tischtennis
Über das europäische Qualifikationsturnier in Sarajevo qualifizierte sich Vladislav Ursu für die Olympischen Spiele. Damit wird die Republik Moldau erstmals in ihrer olympischen Geschichte im Tischtennis vertreten sein.
| Athleten       | Wettbewerb | 1. Runde | 1. Runde | 2. Runde      | 2. Runde      | 3. Runde      | 3. Runde      | Achtelfinale  | Achtelfinale  | Viertelfinale | Viertelfinale | Halbfinale    | Halbfinale    | Finale / Platz 3 | Finale / Platz 3 | Rang |
| Athleten       | Wettbewerb | Gegner   | Erg.     | Gegner        | Erg.          | Gegner        | Erg.          | Gegner        | Erg.          | Gegner        | Erg.          | Gegner        | Erg.          | Gegner           | Erg.             | Rang |
| -------------- | ---------- | -------- | -------- | ------------- | ------------- | ------------- | ------------- | ------------- | ------------- | ------------- | ------------- | ------------- | ------------- | ---------------- | ---------------- | ---- |
| Männer         |            |          |          |               |               |               |               |               |               |               |               |               |               |                  |                  |      |
| Vladislav Ursu | Einzel     | K. Jha   | 0:4      | ausgeschieden | ausgeschieden | ausgeschieden | ausgeschieden | ausgeschieden | ausgeschieden | ausgeschieden | ausgeschieden | ausgeschieden | ausgeschieden | ausgeschieden    | ausgeschieden    | 65   |